# Susan Sontag

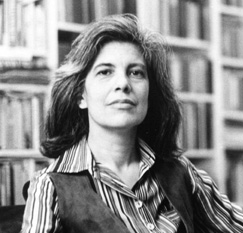
Susan Sontag nel 1979

Susan Sontag (nata Rosenblatt) (New York, 16 gennaio 1933 – New York, 28 dicembre 2004) è stata una scrittrice, filosofa e storica statunitense.

## Biografia
Susan Sontag nacque a New York da una coppia di ebrei statunitensi. Il padre, Jack Rosenblatt, era un commerciante di pellame di origini polacche, mentre la madre si chiamava Mildred Jacobson ed era di origini lituane. Sette anni dopo la morte per tubercolosi del padre in Cina, avvenuta quando Susan aveva cinque anni, la madre si risposò con Nathan Sontag, capitano dell'esercito americano. Fu così che le figlie Susan e Judith presero il cognome del padre adottivo, benché egli non le avesse mai adottate ufficialmente.
Susan crebbe a Tucson, in Arizona, e frequentò le scuole superiori a Los Angeles. Studentessa eccellente, saltò tre anni scolastici, diplomandosi a soli quindici anni. Dopo aver cominciato gli studi universitari a Berkeley, si trasferì all'Università di Chicago, dove si laureò all'età di 18 anni. Proseguì gli studi all'Università Harvard dove ottenne una laurea magistrale in filosofia e cominciò un dottorato di ricerca.
Nota principalmente come saggista, nel 1992 pubblicò un romanzo storico di grande successo, L'amante del Vulcano, ispirato al triangolo amoroso composto da lady Emma Hamilton, sir William Hamilton e Horatio Nelson. Nello stesso anno ritirò a Capri il premio Malaparte. Ha sempre seguito e amato la sperimentazione teatrale, dichiarando che alcuni spettacoli teatrali erano stati per lei decisivi: tra gli altri, i lavori di Peter Brook, Jerzy Grotowski, Marco Martinelli e Ermanna Montanari del Teatro delle Albe.
Morì a 71 anni, il 28 dicembre 2004, di leucemia. È sepolta nel cimitero di Montparnasse a Parigi.

## Vita privata
A diciassette anni sposò Philip Rieff; dalla coppia nacque un figlio, David Rieff, che divenne in seguito editore della madre e poi anch'egli scrittore. Sontag e Rieff restarono sposati per 8 anni, fino al divorzio avvenuto nel 1958. Verso la fine degli anni ottanta, Sontag iniziò una relazione con la fotografa Annie Leibovitz, che durò sino alla morte di Susan.

## Opere

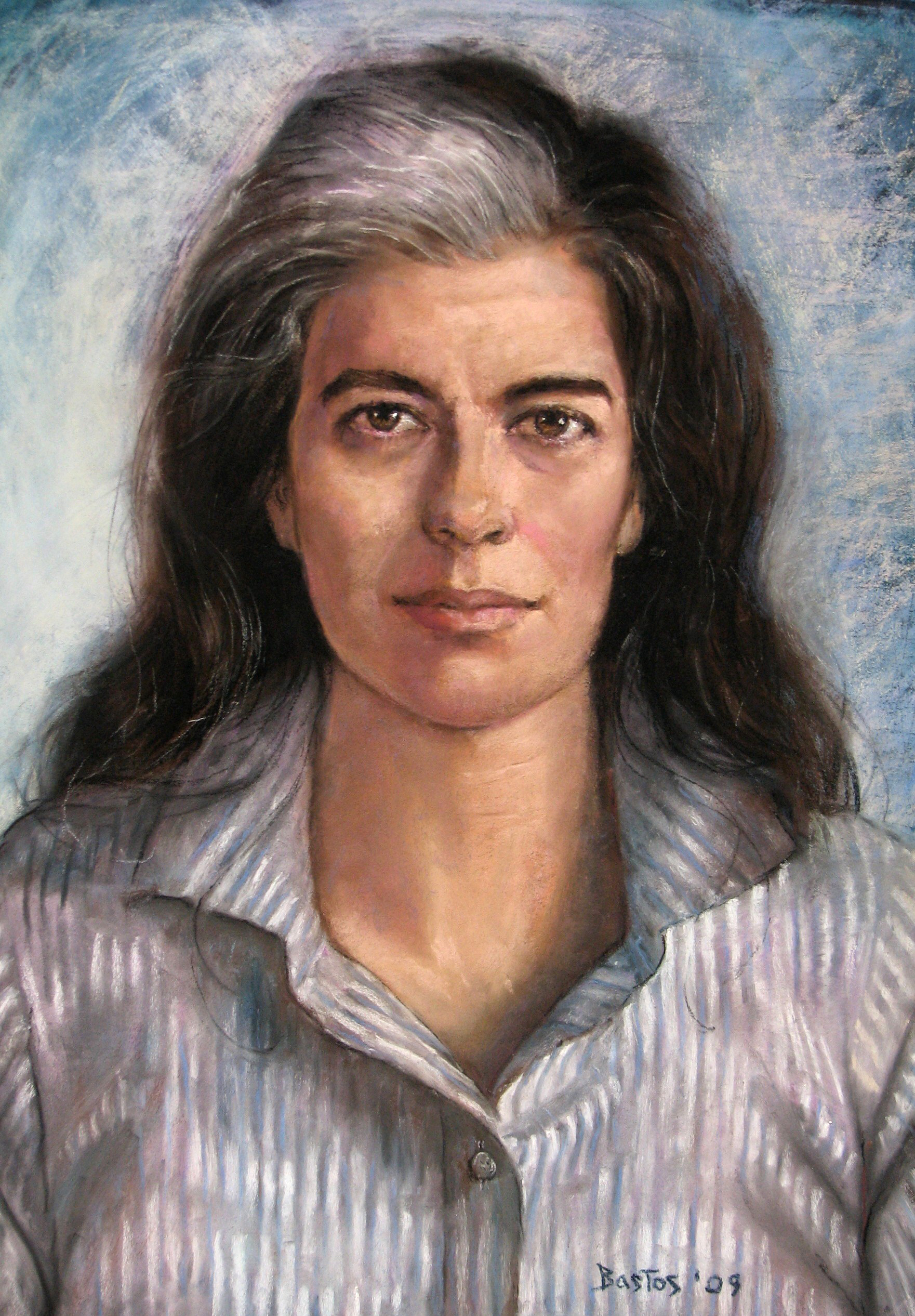
Ritratto di Susan Sontag.

### Saggistica
- Contro l'interpretazione (Against Interpretation, 1966; include: Notes on "Camp"), trad. di Ettore Capriolo, Collezione Quaderni della «Medusa», Mondadori, Milano, 1967.
- Viaggio a Hanoi, Bompiani, Milano 1969.
- Stili di volontà radicale (Styles of Radical Will, 1969), trad. di Giuseppe Strazzeri, Collana Oscar, Mondadori, Milano, 1999, ISBN 978-88-044-4215-8.
- Interpretazioni tendenziose, Dodici temi culturali, trad. di Ettore Capriolo, Collezione Saggi n.551, Einaudi, Torino 1975.
- Sulla fotografia. Realtà e immagine nella nostra società (On Photography, 1973), trad. di Ettore Capriolo, Collana Nuovo Politecnico n.107, Einaudi, Torino, I ed. 1978.
- Illness as Metaphor (1978), AIDS and Its Metaphors (1988, continuazione di Illness as Metaphor)
  -  Malattia come metafora e L'AIDS e le sue metafore, traduzione di Paolo Dilonardo, Collana Saggi.Figure, Milano, Nottetempo, 2020, ISBN 978-88-745-2825-7.
  - Malattia come metafora: il cancro e la sua mitologia, trad. di Ettore Capriolo, Einaudi, Torino 1979; poi in Malattia come metafora: aids e cancro, Einaudi, Torino, 1992 e Mondadori, Milano, 2002.
  - L'Aids e le sue metafore, trad. di Carmen Novella, Collana Nuovo Politecnico n.166, Einaudi, Torino 1989; poi in Malattia come metafora: aids e cancro, Einaudi, Torino, 1992 e Mondadori, Milano, 2002.
- Sotto il segno di Saturno. Interventi su letteratura e spettacolo (Under the Sign of Saturn, 1980), trad. di Stefania Bertola, Collana Nuovo Politecnico n.129, Einaudi, Torino 1982.
- Pellegrinaggio: il mio incontro con Thomas Mann, trad. di Martino Marazzi, Archinto, Milano, 1990; poi Pellegrinaggio, trad. di Paolo Dilonardo, Archinto, Milano, 1995.
- Where the Stress Falls, 2001, ISBN 0-374-28917-4
- Amando Dostoevskij, trad. di Paolo Dilonardo, in Leonid Cypkin, Estate a Baden-Baden, Vicenza, Neri Pozza, 2021, ISBN = 978-88-545-2354-8.
- Davanti al dolore degli altri (Regarding the Pain of Others, 2003), trad. di Paolo Dilonardo, Collezione Strade blu, Mondadori, Milano, 2003; Collana Oscar, Mondadori, 2006; nottetempo, Milano, 2021, ISBN 9788874528868
- Tradurre letteratura, trad. di Paolo Dilonardo, Archinto, Milano, 2004.
- con Kenzaburō Ōe, La nobile tradizione del dissenso, trad. di Paolo Dilonardo, Archinto, Milano, 2005.
- S. Sontag-Cvetan Todorov-Michael Ignatieff, Troppo umano. La giustizia nell'era della globalizzazione, Collezione Piccola Biblioteca, Milano, Mondadori, 2005.
- Nello stesso tempo. Saggi di letteratura e politica (At the Same Time: Essays & Speeches , 2007), a cura di Paolo Dilonardo e Anne Jump, trad. di Paolo Dilonardo, Mondadori, Milano, 2008, ISBN 978-88-045-7428-6.

### Romanzi e racconti
- Il benefattore, trad. di Ettore Capriolo, Mondadori, Milano 1965
- Il kit della morte, trad. di Bruno Fonzi, Einaudi, Torino 1973
- Io, eccetera, trad. di Stefania Bertola, Einaudi, Torino 1980; Mondadori, Milano 2001
- L'amante del vulcano, trad. di Paolo Dilonardo, Mondadori, Milano 1995; nottetempo, Milano, 2020, ISBN 9788874527892
- Così viviamo ora, trad. di Paolo Dilonardo, La Tartaruga, Milano 1996
- In America, trad. di Paolo Dilonardo, Mondadori, Milano 2000

### Teatro
- Alice a letto: commedia in otto scene, trad. di Davide Tortorella, Leonardo, Milano 1992

### Regie teatrali
- Come tu mi vuoi di Luigi Pirandello, con Adriana Asti, Alessandro Haber, scene e costumi di Pier Luigi Pizzi, musiche di Arturo Annecchino, produzione Teatro Stabile di Torino, stagione 1979-1980.[4]

### Film
- Una tarantola dalla pelle calda (Duett för kannibaler) (1969)
- Bröder Carl (1971)
- Promised Lands (1974)
- Giro turistico senza guida – noto anche come Letter from Venice (1983)

### Diari
- Rinata. Diari e taccuini 1947-1963, a cura di David Rieff, trad. di Paolo Dilonardo, Collana Ritratti, Milano, Nottetempo, 2018, ISBN 978-88-745-2729-8.
- La coscienza imbrigliata al corpo. Diari 1964-1980, a cura di David Rieff, trad. di Paolo Dilonardo, Collana Ritratti, Milano, Nottetempo, 2019, ISBN 978-88-745-2775-5.

### Interviste e conversazioni
- Odio sentirmi una vittima. Intervista su amore, dolore e scrittura con Jonathan Cott, trad. di Paolo Dilonardo, Il Saggiatore, Milano, 2016
- Oltre la letteratura. Conversazioni con Susan Sontag, Collana Le api n.39, Milano, Medusa Edizioni, 2018.

## Riconoscimenti
- 1978: National Book Critics Circle Award per la critica con Sulla fotografia
- 1990: MacArthur Fellowship
- 1992: Premio Malaparte
- 2000: National Book Award per la narrativa con In America
- 2001: Jerusalem Prize
- 2002: George Polk Award per la  critica culturale
- 2003: Premio internazionale per la pace degli editori tedeschi
- 2003: Premio Principessa delle Asturie per la letteratura